# Svamptagel
Svamptagel (Xylaria hippotrichoides) är en svampart som först beskrevs av James Sowerby, och fick sitt nu gällande namn av Pier Andrea Saccardo 1882. Xylaria hippotrichoides ingår i släktet Xylaria och familjen kolkärnsvampar.   Inga underarter finns listade i Catalogue of Life.
I den svenska databasen Dyntaxa används istället namnet Chaenocarpus setosus för samma taxon.  Arten är reproducerande i Sverige.